# Ritratto di Moïse Kisling
Ritratto di Moïse Kisling è un dipinto a olio su tela (37x28 cm) realizzato nel 1915 dal pittore italiano Amedeo Modigliani.
Fece parte della collezione di Emilio Jesi per poi essere collocata nella Pinacoteca di Brera di Milano, dove si trova tuttora.
È il ritratto del pittore Moïse Kisling, ebreo di origini polacche. Il dipinto è probabilmente del 1915, quando Kisling tornò a Parigi dopo essere stato riformato dalla legione straniera a causa di un colpo di fucile subìto in pieno petto.
In quest'opera si nota sicuramente l'influsso della corrente cubista.